# الاتحاد الوطني للصحفيين
الاتحاد الوطني للصحفيين بالإنجليزية: (National Union of Journalists) وهو نقابة عمالية للصحفيين العاملين في المملكة المتحدة وجمهورية أيرلندا، أو هو نقابة الصحفيين في بريطانيا وأيرلندا.

## نشأته
تأسس الاتحاد الوطني للصحفيين في 1907م ويضم حاليا حوالي 38000 عضو

## بنيته التنظيمية
يتكون الاتحاد من عدد من المجالس التنفيذي العام ثم عدد من المجالس التنفيذية في مجالات الصناعات الصحفية هي: الصحف الورقية والمجلات والصحافة الحرة، والعلاقات العامة والإعلام الجديد والكتب والصحافة.
وهناك أيضا مجالس تنفيذية مناطقية لتغطية كل قطاعات الصناعة الصحفية في اسكتلندا وأيرلندا.
ويلي ذلك شعب خاصة بالصناعة على مستوى المناطق المختلفة في بريطانيا وأيرلندا ولها مجلس منتخب كشعبة الصحافة الحرة في لندن.
ويتم اختيار أعضاء هذه المجالس بالانتخاب في عملية ديمقراطية من قبل الأعضاء.
1. ↑  وصلة مرجع: https://ifrro.org/page/membership-list. الوصول: 2 مايو 2024.